# 第凡內早餐 (電影)
《第凡內早餐》（英語：Breakfast at Tiffany's）是一部于1961年上映的美国爱情喜剧。奥黛丽·赫本和乔治·佩帕德在剧中担任主角，而配角则由帕翠夏·尼爾、巴迪·埃布森和米基·鲁尼担任。电影由布莱克·爱德华导演，派拉蒙電影公司发行。影片剧本根据楚門·柯波帝的中篇同名小说编写，不过两者有不少差异。
赫本在电影中饰演一个天真、古怪的、時尚社交名媛少女，荷莉·葛萊特利。有观点认为，这是赫本演艺生涯中，最为难忘和最为鲜明的角色。赫本本人认为饰演葛萊特利是极具挑战性的任务，因为她本身是一个内向的人，而葛萊特利是一个外向的人。赫本在剧中演唱《月河》的片段令作曲亨利·曼西尼和填词強尼·莫瑟夺得奥斯卡最佳歌曲奖。
2012年，美国国会图书馆因为电影在“文化上、历史上或美学上的重要性”，将电影选入國家影片登記部典藏。

## 剧情
一辆黄色的計程車在清晨时分停在位于第五大道的蒂芙尼公司门口。衣着优雅的荷莉·葛萊特利（Holly Golightly，奥黛丽·赫本饰演）随即下车，一边透过橱窗看蒂芙尼的商品，一边吃酥皮點心，饮咖啡。然后，她就走回家睡觉。当她回家时，在她家楼下坐在车里等了一夜的席德·阿尔巴克（Sid Arbuck，克劳德·斯特劳德饰演）缠住了她。阿尔巴克最终被人赶出了葛萊特利所住的公寓。同一日迟些时候，公寓的新房客保罗·瓦傑克（Paul Varjak，乔治·佩帕德饰演）为了进门，按葛萊特利的門鈴，吵醒了葛萊特利。两人交谈了一阵之后，葛萊特利便更衣到新新監獄，探访黑道人物沙利·杜马土（Sally Tomato，阿伦·里德饰演）。杜马土的律师奥肖内西（O' Shaughnessy）雇佣葛萊特利扮成杜马土的侄女，每星期探访杜马土一次，傳遞“天气预报”，每次100美元。

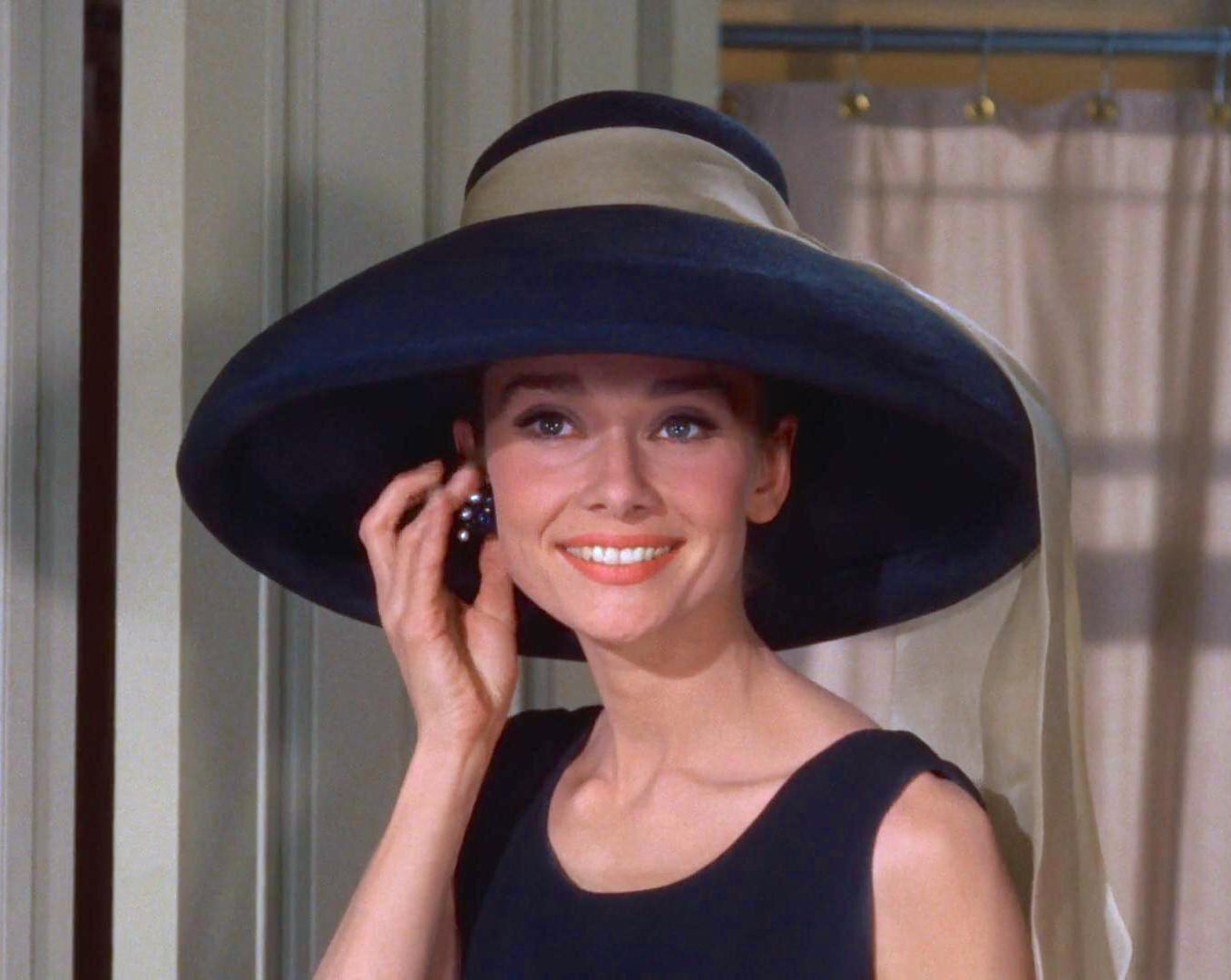
奥黛丽·赫本 饰演 荷莉·葛萊特利

荷莉离开监狱后，保罗就向她介绍了“室內設計師”，富裕的中年女人Emily Eustace Failenson（帕翠夏·尼爾饰演），保羅幫其取了"2E"這小名。当晚，荷莉到逃生梯避开过于心急的男伴（梅尔·勃朗饰演）时，见到Emily在留下钱后，吻别保罗。2E离开后，荷莉透过窗户由逃生梯爬入保罗家中，保罗告诉她他是一个作家，已经有五年没有推出任何著作，之前出版过一本叫做“Nine Lives”的书。荷莉也告诉保罗，她在储钱，免得自己的兄弟弗雷德（Fred）服完兵役后无以为生。两人随后双双入睡。荷莉后来发了一个和自己的兄弟有关的噩梦，离开了保罗的家。荷莉随后买了打字机墨带给保罗作为赔礼，并且邀请保罗到她家参加聚会。保罗在聚会中结识了荷莉的好萊塢经紀人O·J·贝尔曼（O. J. Berman，马丁·鲍尔萨姆饰演）。贝尔曼讲述了荷莉由一个乡村少女转变为曼哈顿名媛的过程。后来，保罗又结识了巴西富翁约瑟·达·席尔瓦·佩雷拉（约瑟·路易斯·达·比拉利翁加饰演）和美国富翁Rusty Trawler（斯坦利·亚当斯饰演）。
保罗和荷莉的关系此后变得更加亲密。有一天，2E到保罗的家对保罗说，有人可能在跟踪她。保罗决定要查出这个人的底细。最后，他与这个人当面对质。这个人对保罗，介绍了自己，原来他是荷莉的丈夫葛萊特利医生（Doc Golightly，巴迪·埃布森饰演）。医生对保罗说，荷莉的真名是盧拉·梅·巴恩斯（Lula Mae Barnes），在14岁时就已经嫁给了他。医生还说，他准备将荷莉带回德克萨斯，因为她兄弟弗雷德的兵役就快结束了。保罗将医生带到自己和荷莉所住的公寓，令两人重逢。荷莉对保罗说这一段婚姻已经解除了，但医生却不这么认为。保罗在荷莉的请求之下，和荷莉、医生一起去到了巴士站。荷莉在巴士站对医生说她决定留下。医生说如果她不回去，他就不会援助她退役归来的兄弟。荷莉不为所动，并且说她准备让她的兄弟到纽约与她一起住。医生就此伤心地离去。
保罗和荷莉去了俱乐部饮酒之后，回到公寓。荷莉在酒醉中透露了她嫁给富豪Rusty Trawler的计划。几天后，保罗得悉出版社采纳了他的短篇故事。他准备将喜讯告诉荷莉，却在荷莉家门口见到了一份报纸，上面写着Trawler已经和其他人结婚了。尽管如此，保罗和荷莉还是决定一同庆祝，做一些之前没有做过的事情。保罗在蒂芙尼公司拿出了好傢伙玉米花（Cracker Jack）赠送的戒指，要蒂芙尼在上面刻字。公司职员最后接受了他的请求。两人共度一晚后，荷莉回到了自己的家中。迟些时候，2E来到了保罗的家。保罗就在此时与她断绝了关系。
荷莉又计划嫁给巴西富豪约瑟，触怒了保罗。后来，荷莉在约瑟的陪伴下一同归家时，收到了兄弟弗雷德的死讯。她即时崩溃，掷烂撕烂了家中的物品，吓到了约瑟。几个月后，保罗搬出了公寓。他受荷莉邀请，到她家共进晚餐。荷莉对保罗说她在明天早晨就要与约瑟一起离开美国到巴西。但是，两人很快就因为与黑道人物沙利的关系而被捕，带到第19警区警察局。荷莉在狱中渡过了一晚。
次日早上，荷莉在经纪人O·J的帮助下出狱，见到保罗和一架計程車一起，在警察局外面等候她。保罗带来了她的猫和约瑟写给她的信。约瑟在信中写道，为了保住家声，他不得不与她断绝关系。荷莉仍然坚持去巴西，并且在雨中將她所养的猫趕下車。保罗在車中与她对质，然后下了車，将准备送给她的戒指丢到她膝上，并且要她重新检视自己的人生。荷莉后来也下了的車，追上保罗。两人一起找回了猫之后，在雨中四目相视，互相拥抱。

## 角色表
- 奥黛丽·赫本 饰演 荷莉·葛萊特利
- 乔治·佩帕德 饰演 保罗·瓦傑克
- 帕翠夏·尼爾 饰演 Mrs. Emily Eustace "2E" Failenson
- 巴迪·埃布森（英语：Buddy Ebsen） 饰演 葛萊特利医生
- 马丁·鲍尔萨姆 饰演 O·J·贝尔曼
- 米基·鲁尼 饰演 I·Y·国吉
- 阿伦·里德（英语：Alan Reed） 饰演 沙利·杜马土
- 约瑟·路易斯·达·比拉利翁加（英语：JoséLuis de Vilallonga） 饰演 约瑟·达·席尔瓦·佩雷拉
- 斯坦利·亚当斯（英语：Stanley Adams (actor)） 饰演 Rutherford "Rusty" Trawler
- 约翰·迈克基弗（英语：John McGiver） 饰演 第凡內公司职员
- 桃樂西·惠特尼 饰演 玛格·怀尔德伍德
- 克劳德·斯特劳德 饰演 席德·阿巴克尔
- 欧兰奇 饰演 猫
- 贝弗莉·鲍尔斯 饰演 脱衣舞娘

## 制片过程

### 发展阶段
电影剧本由乔治·阿克塞尔罗德（George Axelrod）大致上根据楚門·柯波帝的作品编写。阿克塞尔罗德作出了一些改动，以符合戏院和导演的要求。

### 前期製作
原著作者柯波帝希望派拉蒙电影公司请玛丽莲·梦露扮演荷莉·葛萊特利，他觉得梦露非常合适这一角色。巴巴里·帕里斯（Barry Paris）引用柯波帝的话说：“扮演荷莉·葛萊特利的角色，我一直首选梦露。”编剧阿克塞尔罗德也要为“梦露量身定做剧本”。梦露当时却接受了李·斯特拉斯伯格（Lee Strasberg）的建议，拒绝在片中扮演交际花，以维护自己的形象。最后电影公司请了赫本代替梦露。柯波帝因此说：“派拉蒙出卖了我，选了奥黛丽。”
监制Martin Jurow和理查德·谢泼德（Richard Shepherd）原本选了約翰·法蘭克海默（John Frankenheimer）作导演，不过因为赫本说了“我从来都未听过他”，更换了人选。

### 拍摄过程
影片大部分外景片段都在纽约市拍摄，只有荷莉放走、寻回猫的片段除外。而电影的内景，则主要在派拉蒙電影公司影城拍摄。
有传言称电影开场的片段很难拍摄。拍摄场地的人流、车流很难控制，此外，摄制人员也险些在场地触电。
爱德华在电影的45周年纪念版里面表示，摄制人员能拍摄到这个片段全靠运气，因为拍摄的时候，车流意外地少。

### 配乐
亨利·曼西尼称：“我用了很多时间，清楚荷莉·葛萊特利这个角色。我有饮酒，但没有大口喝酒，而是一点一点地啜酒。忽然，我就有了灵感。我在一个半小时内，写下了月河。”
赫本在月河中演唱的著名歌曲由亨利·曼西尼作曲，強尼·莫瑟（Johnny Mercer）填词。这首歌曲改编自赫本此前在甜姐儿（Funny Face）当中演唱过的另一首歌曲。理查德·谢泼德在接受访问时声称，派拉蒙的制作总监在三藩市看了试映之后，希望他们用戈登·詹金斯（Gordon Jenkins）的作品代替月河。总监最后在他和另一个制片的坚持下让步。曼西尼和爱德华称工作室的一个总裁也很不满这首歌曲，要求将之删去。总裁最后在赫本的坚持下保留了歌曲。

## 反应
时代杂志指出“在头一个半钟头左右，荷里活的荷莉和柯波帝的没有太大分别。她失去了习惯，失去了非法子女，但她仍然是快乐的荷莉。”“在一个超出柯波帝的开头之后，导演带来了一个超出角色的结尾。”
半个世纪后，时代杂志发表了有关荷莉的文化影响的评论：“第凡內早餐将赫本带到她在60年代的荷里活道路上面。由南方少女变成曼哈顿骗徒的荷莉·葛萊特利，是由卖花女变成窈窕淑女的伊萊莎·杜利特尔的美国亲戚。荷莉是赫本在謎中謎、羅馬假期和偷龍轉鳳中的角色的原型：犯罪故事当中的怪人。她令观众对赫本在雙姝怨、儷人行和盲女惊魂记中的角色有所准备。”
纽约时报称电影“完全令人难以置信，将各种不同的元素，包括幽默、爱情、辛酸、俗语极好地集合在一起，而摄制人员也将最时尚的东曼哈顿用最美丽的色彩捕抓下来。”对于剧中演员的表演，纽约时报称荷莉是“一个令人难以置信的角色。不过，这个由赫本小姐饰演的角色极其迷人，是一个精灵般的流浪者，令人一见倾心。乔治·佩帕德比较马虎，在大部分时间都是一个呆滯的市民，观察剧情发展多过参与。马丁·鲍尔萨姆饰演了一个急躁活泼的好萊塢经理人。米基·鲁尼所扮演的龅牙近视日本人极具异域风情。只以佩帕德的赞助者身份出现过几次的帕翠夏·尼爾很酷。扮演赫本小姐的巴西伴侣的佩雷拉足够的温文尔雅，也具有适当的欧陆风情。而以赫本小姐的丈夫身份，出现过一小段时间的巴迪·埃布森的演出令人感到辛酸。”
烂番茄对电影有88%新鲜度的评价，认为电影尽管有一些丑陋的时代错误，但电影仍然是标志性的经典，而奥黛丽·赫本点亮了银幕。

### 影响
挑着大烟嘴的荷莉，是20世纪电影史上最具标志性的形象之一。另一件标志性的物品是荷莉的眼镜。这款经常被人误认为是雷朋产品的眼镜，实际上是奥里弗·哥尔斯密（Oliver Goldsmith）的制品。这款眼镜在电影50周年再度推出。2006年12月5日，佳士得拍卖行以467,200英镑售出了纪梵希(Givenchy)为赫本设计的裙，比底價高七倍。赫本在电影中所着的小黑裙，被人称为20世纪最具标志性的衣着之一，也可能是历史上最著名的小黑裙。
巴迪·埃布森在电影中的表现，令他重振事业。他的出色表演令他得以在The Beverly Hillbillies中扮演Jed Clampett，变得家传户晓。
美国摇滚乐队深蓝色事物（Deep Blue Something）在1995年時發行了一首與電影同名的暢銷單曲，並收錄在他們的第二張專輯《家園》（Home）中。該曲敘述了一對原本因價值觀落差而將要離異的情侶，以同樣都喜愛《第凡內早餐》這部電影做為起點，而重新嘗試復合的故事。

### 对国吉先生的描绘
1990年代以来，I·Y·国吉这个角色，受到越来越多的批评。米基·鲁尼在扮演这个角色的时候，带了牙套，也化了妆。
在電影《李小龍傳》裡有一段劇情說李小龍和他的未婚妻蓮達進入戲院看《珠光寶氣》時，當看到國吉演出的一幕時，白人觀眾們看得開懷大笑，只有李小龍一人看得很不高興，蓮達亦醒覺到男朋友的亞洲人身份，於是兩人決定離場。此幕就是描繪出當年荷里活電影界歧視亞洲人的風氣。
理查德·谢泼德说他在制片时考虑过更换扮演这个角色的米基·鲁尼，“不是因为他演得不好”，而是因为他是一个白人，谢泼德想请日本人扮演日本人。是导演布莱克·爱德华决定令米基·鲁尼留下。谢泼德在电影的45周年版光碟中不断道歉称“如果我们能够换走米基·鲁尼，我会对电影感到兴奋。”导演布莱克·爱德华表示如果回到过去，他会尽一切所能更换人选，但木已成舟，错误已经无法挽回。米基·鲁尼在2008年接受访问时称他听到批评时，感到十分伤心：“布莱克·爱德华想我这样做，是因为他是一个喜剧导演。他们请我做这件过火的工作，我们乐在其中...电影推出后，在40年内，都没有人有怨言。人人见到我都说，“天呀，你太好笑了”亚洲人和中国人也说，“米基你的演出太精彩了”。”他还说如果他知道这个角色会冒犯亚洲人的话，他就不会扮演这个角色。

## 奖项与荣誉

### 奥斯卡奖项
| 奖项                     | 得奖者                                    |
| 剧情或幽默电影最佳配樂奖 | 亨利·曼西尼                               |
| 最佳原创歌曲奖：月河     | 亨利·曼西尼 強尼·莫瑟                     |
| 提名：                   |                                           |
| 最佳女主角奖             | 奥黛丽·赫本                               |
| 艺术指导奖               | 哈尔·佩雷拉 罗兰·安德森 山姆·科默 雷·莫耶 |
| 最佳改編劇本獎           | 乔治·阿克塞尔罗德                         |

### 其他奖项
- 亨利·曼西尼赢得了格莱美最佳音樂專輯或原聲錄音或配樂奖。
- 乔治·阿克塞尔罗德赢得了美国编剧工会奖最佳美国剧本奖。
- 布莱克·爱德华获得美国导演工会优秀导演电影成就奖提名。
- 电影在帝国杂志500大最佳电影排行榜中，位列第486。[25]
- 电影于2012年获國家影片登記部典藏。
- 美国电影学会奖项列表
- AFI百年百大電影 - 获得提名[26]
- AFI百年百大喜劇電影 - 获得提名[27]
- AFI百年百大愛情電影 - 第61
- AFI百年百大电影歌曲：
  - 月河 - 第4
- AFI百年百大电影台词：
  - “How do I look?” - 获得提名[28]
- AFI百年百大电影配乐 - 获得提名[29]
- AFI百年百大电影 (10周年版) - 获得提名[30]

## 配乐
电影配乐由亨利·曼西尼作曲，并且指挥演奏。歌曲则是他作曲，莫瑟填词。曼西尼和莫瑟在1961年赢得了奥斯卡最佳原创歌曲奖。曼西尼赢得了奥斯卡最佳原创配乐奖。两人为电影创作的配乐歌曲有一部分没有在正式电影中出现。“Carousel Cue”是没有面世的片段的配乐。“Outtake 1”是荷莉和保罗到第凡內时所出现的配乐，为主题曲的修改版本。

### 歌曲列表
- Moon River
- Something for Cat
- Sally's Tomato
- Mr. Yunioshi
- The Big Blow Out
- Hub Caps and Tail Lights
- Breakfast at Tiffany's
- Latin Golightly
- Holly
- Loose Caboose
- The Big Heist
- Moon River（Cha Cha版）

## 家庭录像
影片是首批在家庭录像市场出现的赫本电影之一。电影的DVD复制品在市面上十分常见。2006年2月7日，派拉蒙電影公司推出了影片的45周年版DVD，加入了一系列前所未有的元素：
- 电影评论音轨 – 监制理查德·谢泼德
- Breakfast at Tiffany's: The Making of a Classic – 访问爱德华、尼爾、在聚会中又哭又笑的女演员和赫本的长子肖恩·费雷尔
- It's So Audrey! A Style Icon – 向赫本致敬的短片
- Brilliance in a Blue Box – 有关第凡内公司历史的短片
- Audrey's Letter to Tiffany – 有关赫本在1987年第凡内公司150周年时，写给公司的信的短片
- 剧院原版预告片
- 相片集

2009年1月13日，派拉蒙電影公司推出了电影的重新灌制典藏版。这个版本不但包括45周年版的特色，还加入了以下片段：
- A Golightly Gathering – 访问在聚会片段演出的演员
- Henry Mancini: More Than Music – 有关亨利·莫西尼、月河的片段，还包括他的夫人和子女接受访问的录像
- Mr. Yunioshi: An Asian Perspective – 一部探讨舆论对国吉先生这个角色的反应的纪录片，当中还包括亚洲人对这个角色的观点
- Behind the Gates – 有关派拉蒙影城的片段

2011年，派拉蒙推出了电影的另一个重新灌制高清版，包含之前DVD版的元素和特色。

## 舞台改编版本
1966年，纽约百老匯劇院将电影改编为戏剧上演。2004年，圣路易斯Muny剧院又将电影改编为戏剧上演。2009年，伦敦Haymarket Theatre将电影改编为戏剧上演。2013年，纽约Cort Theater再次将电影改编为戏剧上演。